# Glas V8
La Glas V8 è un'autovettura di fascia alta prodotta dalla casa automobilistica tedesca Hans Glas GmbH dal 1965 al 1968.

## Storia e profilo
All'inizio degli anni sessanta il cammino commerciale della Glas era già avviato: dopo gli esordi nel settore delle utilitarie, la sua attenzione si spostò verso segmenti via via più alti. Si arrivò così dapprima alla fascia medio-bassa con i modelli della Serie 04, poi alle sportive medio-alte con le 1300 GT e 1700 GT, ed infine anche alle berline di tale segmento con la 1700. Ma la casa di Dingolfing non volle fermarsi e si mise al lavoro di un progetto di una vettura di lusso in grado di competere nel settore delle grosse coupé di fascia alta.

### Glas V8 2600
Per la carrozzeria ci si avvalse dell'estro di Pietro Frua, un designer italiano che già aveva collaborato con la casa tedesca firmando la linea delle GT e della 1700. Per quanto riguardava il propulsore si presero due unità motrici a 4 cilindri in linea da 1.3 litri, le stesse utilizzate sulla 1300 GT, e si unirono ad unico albero a gomiti dando origine ad un V8 da 2580 cm³, con distribuzione ad un albero a camme in testa per ogni bancata, ognuno dei quali mosso da una cinghia dentata. La potenza massima di 150 CV.
La vettura definitiva fu presentata al Salone di Francoforte nel settembre del 1965. La vettura colpiva per la sua eleganza, ma anche per la sua notevole somiglianza con la contemporanea Maserati Quattroporte, tra l'altro anch'essa disegnata proprio da Frua. Tale somiglianza valse alla nuova Glas il soprannome di "Glaserati".
Il motore V8 da 2.6 litri era in grado di spingere la vettura a 198 km/h di velocità massima, con accelerazione da 0 a 100 km/h in 11 secondi. Il fatidico muro dei 200 orari non fu raggiunto solo a causa di un'imperfetta taratura dei carburatori.
L'avantreno era a ruote indipendenti, mentre il retrotreno utilizzava il raffinato e più costoso ponte De Dion, dotato di un dispositivo brevettato dalla tedesca Boge in grado di regolare l'assetto del retrotreno stesso.
L'impianto frenate prevedeva freni a disco idraulici sulle quattro ruote.

### BMW-Glas V8 3000

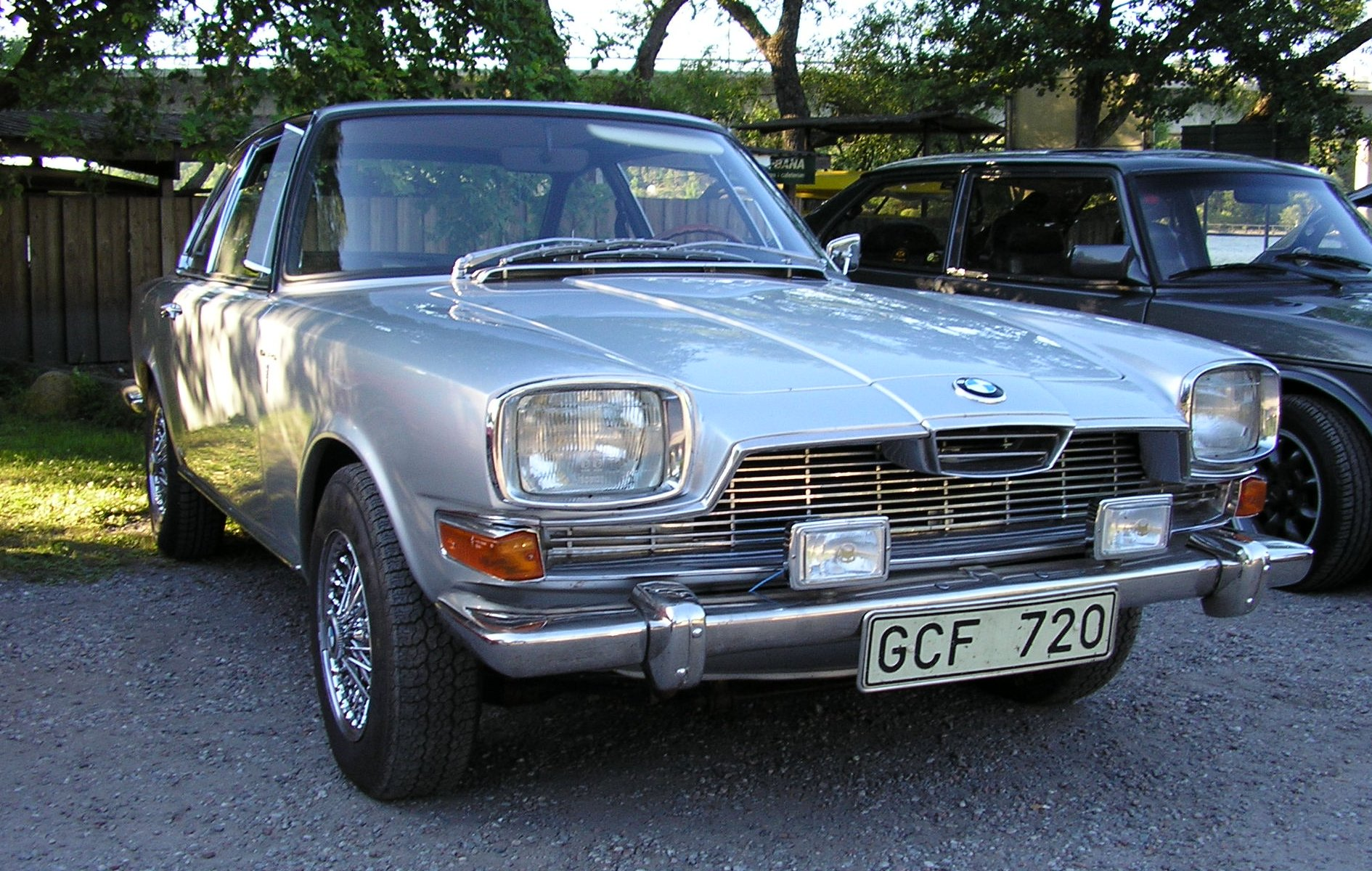
UNa BMW-Glas 3000 V8: si noti lo stemma BMW sul cofano motore

Ma le vendite si rivelarono tutt'altro che entusiasmanti: la Glas, ritenendo che fosse colpa del motore poco potente, presentò un prototipo dotato di un 3 litri V8, con il quale intendeva annunciare il potenziamento del modello verso sfere più alte e comunicò anche i lavori in corso per la realizzazione di un V8 da 3.2 litri. Ma ben presto la situazione economica della Glas si fece insostenibile e nell'agosto del 1966 fu rilevata dalla BMW, quest'ultima tornata finalmente sulla cresta dell'onda dopo aver attraversato un nerissimo periodo economico che l'aveva portata sull'orlo della bancarotta.
Fu solo con la nuova gestione che la nuova serie dotata di propulsore da 3 litri poté essere ultimata e lanciata. L'unica differenza stava però nel marchio, non più Glas ma BMW, anche se molto spesso si tende ad annoverare anche quest'ultima evoluzione nella produzione Glas. 

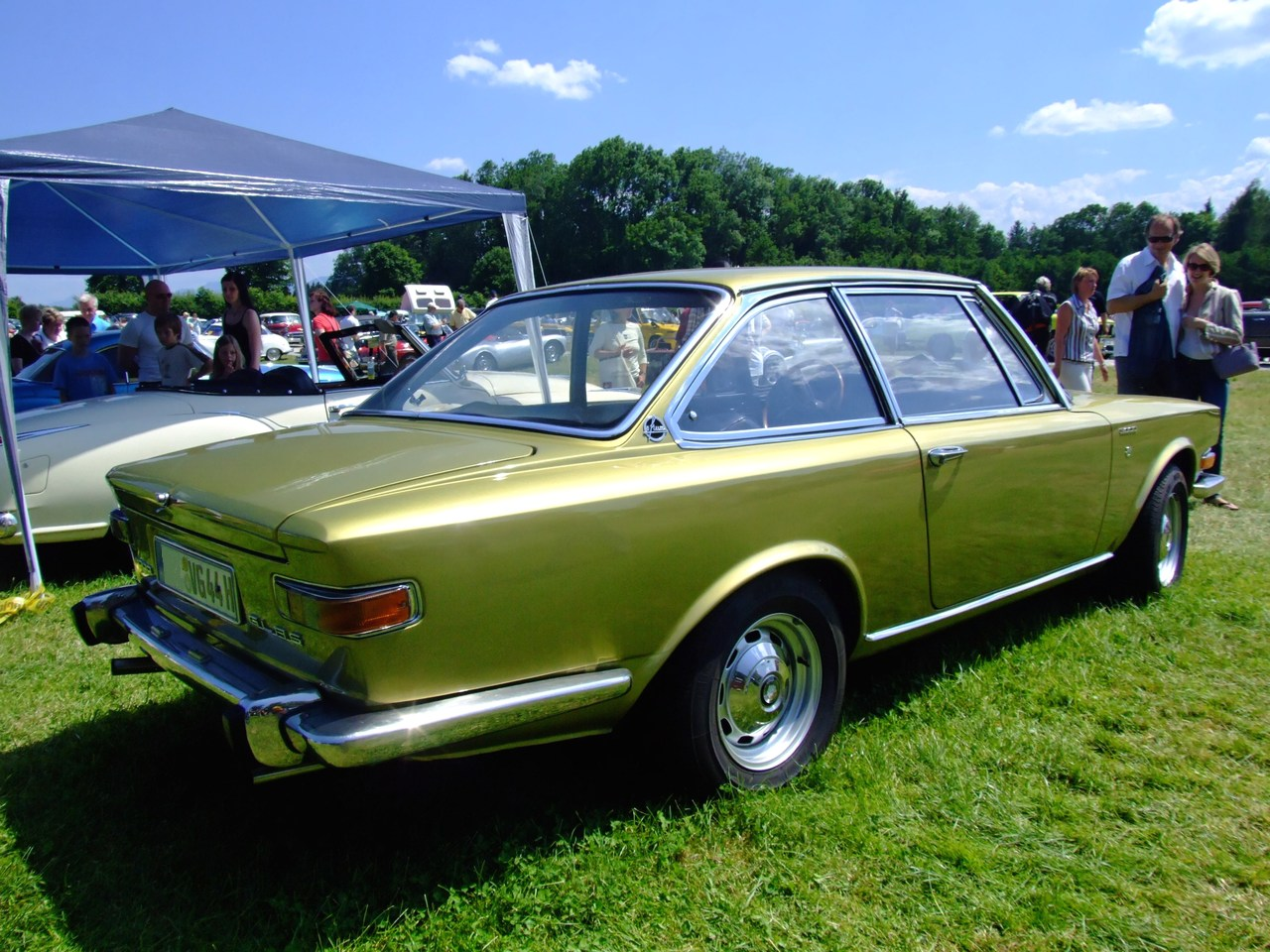
Posteriore di una Glas 3000 V8

La nuova grossa coupé fu quindi lanciata nel 1967 come BMW-Glas V8 3000 e intendeva proporsi come erede della sfortunata 3200 CS. Ma con quest'ultima, la V8 3000 condivise anche il destino commerciale: di quest'ultimo modello furono venduti infatti solamente 70 esemplari. Un vero peccato, perché la vettura aveva molto da offrire, a partire dal grosso V8 da 2982 cm³ in grado di erogare 160 CV di potenza massima con alti valori di coppia motrice già a regimi bassi. La velocità massima era di 200 km/h, stavolta raggiunti per davvero, mentre lo scatto da 0 a 100 km/h era coperto in soli 9 secondi.
Dopo solo un anno di produzione, però, la grossa coupé fu tolta di produzione, visti gli scarsi numeri di vendita: assieme alla BMW 1600 GT, nata da una costola delle Glas GT, la 3000 V8 fu l'ultima Glas prodotta prima dell'estinzione del marchio.